# Thierry Troudart
Thierry Troudart, né le 18 juillet 1966 est un taekwondoïste français.
Il remporte la médaille de bronze dans la catégorie des plus de 83 kg aux Championnats du monde de taekwondo 1993.